# 298
El 298 va ser un any del calendari julià. Es coneixia com l'Any del Consolat de Faust i Gal (o també any 1051 ab urbe condita).

## Esdeveniments
- Imperi Romà: Els exèrcits de Dioclecià reeixen a contenir els germànics més enllà del Danubi i el Rin.
- Alexandria: Les pretensions d'Aureli Aquil·leu al tron romá s'acaben, en conquerir les tropes de Dioclecià la ciutat.
- Ctesifont (Pèrsia): Els romans del cèsar Galeri ocupen la ciutat i el rei Narses es veu obligat a signar un tractat de pau amb l'emperador romà Dioclecià, cedint Armènia, el regne d'Ibèria i d'altres territoris.
- Armènia: Gregori l'Il·luminat esdevé primer patriarca d'Armènia.
- Roma: Maximià comença a construir les Termes de Dioclecià.

## Necrològiques
- Tànger (Marroc): Sant Marcel, màrtir.